# Vrste plodova Bekova klasifikacija
Plod je organ biljke koji se posle oplođenja razvija iz plodnika, odnosno iz plodnika i drugih delova cveta ili cvasti koji za izvesno vreme zatvara seme, štiti ga i eventualno pomaže njegovo rasejavanje.

## Nastanak ploda
Posle oplođenja nastaju velike promene u cvetu. Sa jedne strane, u većini biljaka, sasušuju se i otpadaju čašica, krunica, prašnici i stubić sa žigom. Sa druge strane, nastaje priliv hranljivih materija u semeni zametak i u zidove plodnika, kod nekih biljaka i u cvetnu ložu, osovinu cvasti, ili u neki drugi deo cveta. Na racun ovih materija razvija se plod, a u plodu seme sa klicom. Zid plodnika se razvija u plodov omotač koji štiti seme i potpomaže njegovo rasejavanje. U zaštiti i rasejavanju semena kod nekih biljaka uzimaju udela i drugi delovi cveta ili cvasti koji sa plodnikom često daju utisak jedne celine.

## Građa ploda
Plod se sastoji iz semena i plodovog omotača i razvija se iz plodnika tučka odmah nakon oplođenja, a ponekad i bez oplođenja. Kod nekih vrsta u građi ploda mogu učestvovati i drugi delovi cveta kao što su: cvetna loža, listići časice i krunice, osnove prašnika ili pak više cvetova, cvasti, kao i druge tvorevine koje ne vode poreklo od cveta (brakteje, brakteole, kupula, zaštitni listovi).

## Vrste plodova-Bekova (Beck-ova) klasifikacija
Podela plodova može biti vrlo različita u zavisnosti od elemenata koji se pri tome uzimaju u obzir.
Ovde će se izneti podela koja se, u glavnim crtama, zasniva na klasifikaciji plodova po Beku (Becku).
Plod može nastati iz jednog cveta ili iz cvasti.

### Podela plodova prema broju cvetova:
1. Monoantokarpni plodovi
Plodovi koji su nastali iz jednog cveta.
2. Poliantokarpni plodovi
Plodovi koji su nastali iz cvasti.
Dalja podela plodova
Pošto se plod razvija iz tučka (odnosno iz plodnika), a tučak može biti izgrađen od različitog broja karpela (oplodnih listića), otuda i plod može biti sagrađen iz različitog broja karpela.

### Podela plodova prema broju karpela:
1. Mešak
Sušni plod sagrađen od jedne karpele, a otvara se samo jednom uzdužnom pukotinom po trbušnom šavu.
Predstavnik ovog tipa ploda je fam. Ranunculaceae, primer iz date familije je kukurek.
2. Mahuna
Sušni plod sagrađen od jedne karpele, otvara se dvema uzdužnim pukotinama po trbušnom ili leđnom šavu.
Predstavnik ovog tipa ploda je fam. Fabaceae.
3. Čaura
Čaura je opšti naziv za sve suve plodove koji se otvaraju, a sagrađeni su od dve ili više karpela.
Čaura se otvara na više načina, a to su: uzdužnim kapcima (tatula), poklopcem (bunika, bokvica), porama (mak, bulka), zupcima (jagorčevina) i dr. 
Posebni tipovi čaure su ljuska i ljuščica čiji je najveći predstavnik fam. Brassicaceae.
4. Orašica
Suvi jednosemeni plod, koji se ne otvara. 
Orašica može biti izgrađena od jedne karpele (monokarpna orašica) ili iz više karpela (sinkarpna orašica).
Primer monokarpne orašice je ljutić.
Sinkarpna orašica ima dva posebna oblika, a to su:
- Ahenija (primer: fam. Asteraceae)
- Krupa (primer: fam. Poaceae)

5. Šizokarpijum
Sušni plodovi koji su izgrađeni iz dve ili više karpela, koje se posle sazrevanja odvajaju na onoliko plodića koliko je bilo karpela.
Predstavnik ovog tipa ploda je fam. Apiaceae.
6. Merikarpijum
Sušni plod, najčešće izgrađen od više karpela, koji se raspada na više plodića nego što ima karpela, odnosno razdvaja se na delove karpela.
Predstavnici ovog tipa ploda su fam. Lamiaceae i fam. Boraginaceae.
7. Bobica
Sočni plod kod koga su lepo izražena dva dela plodovog omotača:
- Egzokarp (u vidu tanke spoljašnje kožice)
- Mezokarp sa endokarpom (najveći mesnati deo ploda)

Bobica može biti monokarpna (predstavnik: šimširika-Berberis vulgaris) i sinkarpna (predstavnik: fam. Solanaceae)
8. Koštunica
Koštunica je sočan plod koji ima tipično razvijene sve tipove perikarpa (plodovog omotača: egzokarp, mezokarp i endokarp koji je odrveneo). Endokarp koštunica se u svakodnevnom životu naziva koštica.
Predstavnici ovog tipa ploda su šljiva, trešnja, višnja, kajsija, breskva i dr.
Kod ovog tipa ploda poseban slučaj su plod jabuke, kruške i dunje i oni predstavljaju sinkarpnu koštunicu.
9. Zbirni plodovi
Plodovi sastavljeni od više posebnih plodova koji su obično povezani zajedničkom cvetnom ložom.
Predstavnici ovog tipa ploda su jagoda, ruža, malina i dr.
10. Srasli plodovi
Plodovi koji nastaju srastanjem perikarpa (plodovog omotača) plodova iz dva ili više cvetova.
Predstavnik ovog tipa ploda je ananas.
11. Plodovi nastali iz cvasti
Plodovi koji nastaju iz cvasti.
Predstavnici ovog tipa ploda su smokva i dud.

### Bekova(Beck-ova) klasifikacija plodova
1. Monoantokarpni plodovi:
Posebni
Pucajući:
- Mešak
- Mahuna
- Čaura

Nepucajući:
1. Sušni
- Orašica
- Šizokarpijum
- Merikarpijum

2. Sočni
- Bobica
- Monokarpna koštunica
- Sinkarpna koštunica

Zbirni
- Zbirna orašica
- Zbirna koštunica

2. Poliantokarpni plodovi:
- Srasli plodovi
- Plodovi cvasti

## Rasejavanje plodova i semena
Pored ostalih faktora, rasejavanje semena na izvesnu daljinu od biljke obezbeđuje opstanak dotične vrste i njenu ekspanziju u prostoru. Otuda postoje razne prilagođenosti u građi plodova, kao i razni drugi faktori, koji potpomažu rasejavanje plodova i semena.